# ديرين إبراهيم
ديرين إبراهيم (بالإنجليزية: Deren Ibrahim) هو لاعب كرة قدم بريطاني في مركز حراسة المرمى، ولد في 9 مارس 1991 في Sidcup ‏ في المملكة المتحدة. لعب مع تونبريدج أنغلز.

## وصلات خارجية
- ديرين إبراهيم على موقع الاتحاد الأوربي (الإنجليزية)
- ديرين إبراهيم على موقع قاعدة بيانات كرة القدم.إي يو (الإنجليزية)
- ديرين إبراهيم على موقع ناشيونال فوتبول تيمز (الإنجليزية)
- ديرين إبراهيم على موقع Soccerway.com (الإنجليزية)
- ديرين إبراهيم على موقع عالم كرة القدم.نت (الإنجليزية)